# Johny Colebring
Johny Levi Sigvard Colebring, född 26 februari 1920 i Asby, Östergötland, död 2003, var en svensk målare och grafiker.
Han var son till Algot Anders Carlsson och Jenny Linnéa Victoria Tillberg samt från 1943 gift med Maj-Britt Sundh. Johny Colebring är tillsammans med sin hustru begravd på Ravlunda kyrkogård.
Colebring studerade på Valands konstskola i Göteborg samt under studieresor till bland annat  Frankrike och Italien. Han ställde ut separat i bland annat Göteborg, Visby och medverkade i ett flertal samlingsutställningar på Konsthallen i Göteborg, Liljevalchs konsthall och i Antibes i Frankrike. Bland hans offentliga utsmyckningar märks en väggmålning i SJ:s Sporthall i Göteborg. 
Hans konst består av landskap och stilleben i olja eller tempera samt färgträsnitt. Colebring är representerad vid Nationalmuseum i Stockholm och Göteborgs konstmuseum.